# Baptiste Addis
Baptiste Addis (n. 7 decembrie 2006, Orléans, Franța) este un arcaș ce a reprezentat Franța, medaliat olimpic. A participat la o ediție a Jocurilor Olimpice (2024) în care a câștigat o medalie de argint.

## Participări
Lista de mai jos prezintă principalele competiții la care a participat Baptiste Addis de-a lungul carierei.
- Tir cu arcul la Jocurile Olimpice de vară din 2024 - Echipe masculin